# Renault Type E
Der Renault Type E war das fünfte Personenkraftwagen-Modell von Renault, entworfen von Louis Renault.

## Beschreibung
Dieses Modell hatte keinen Vorgänger. Es erhielt am 28. Mai 1901 von der nationalen Zulassungsbehörde seine Zulassung. Basis dieses sportlichen Fahrzeugs war der Renault Type D. Im gleichen Jahr endete die Produktion. Der Verkaufserfolg blieb gering. Der Renault Type I kann als Nachfolger angesehen werden.
Ein Einzylindermotor von De Dion-Bouton mit 110 mm Bohrung und 130 mm Hub leistete aus 1235 cm³ Hubraum 9 PS. Eine Quelle gibt davon abweichend 100 bis 110 mm Bohrung, 110 bis 130 mm Hub, aber einheitlich 1234 cm³ Hubraum sowie Motorleistungen von 7,5 PS und 9 PS an. Der seitlich montierte Wasserkühler hatte neun Kühlelemente. Die Motorleistung wurde über eine Kardanwelle an die Hinterachse geleitet. Die Höchstgeschwindigkeit war mit 45 km/h bis 50 km/h angegeben.
Alternativ stand auch ein Einbaumotor von Aster zur Verfügung.
Bei einem Radstand von 165 cm war das Fahrzeug 250 cm lang und 125 cm breit. Das Leergewicht betrug zwischen 300 kg und 480 kg. Zur Wahl standen zweisitziger Phaeton und Tonneau.
Ein Fahrzeug dieses Typs mit dem britischen Kennzeichen SLZ 1901 wird gelegentlich beim London to Brighton Veteran Car Run eingesetzt.

## Autorennen
Louis Renault gewann 1901 mit einem dieser Modelle die Voiturette-Klasse beim Autorennen von Paris nach Bordeaux vor seinem Bruder Marcel Renault sowie den Rennfahrern Oury und Grus, ebenfalls auf Renault Type E. Beim Rennen von Paris nach Berlin im gleichen Jahr erreichten Louis Renault, Grus, Merville und Lamy die Plätze 1, 2, 4 und 5 der Voiturette-Klasse. Louis Renault wurde Gesamt-Siebter.